# Carlos Ruckauf
Carlos Federico Ruckauf ( (escucharⓘ); Ramos Mejía, Buenos Aires, 10 de julio de 1944) es un abogado y político argentino afiliado al Partido Justicialista. Ha ocupado muchos cargos públicos, entre ellos el de ministro de Trabajo del gobierno de María Estela Martínez de Perón, ministro y vicepresidente de Carlos Menem, y gobernador de la provincia de Buenos Aires. Fue el primer vicepresidente argentino desde Julio Argentino Pascual Roca en 1938 en completar el mandato constitucional para el cual fue elegido.

## Biografía

### Juventud
Ruckauf nació en la provincia de Buenos Aires; a la separación de sus padres, a los 7 años de edad, residió durante un tiempo en Mar del Plata con la familia de su abuelo paterno antes de trasladarse, con su madre y su padrastro, a Buenos Aires y luego a la provincia de Salta. Comenzó su educación secundaria en el liceo militar de la ciudad, pero poco más tarde volvió con su padre a Buenos Aires. Finalizaría sus estudios de nuevo en Salta, y volvería a Buenos Aires a estudiar derecho en la Universidad de Buenos Aires, de donde egresaría en 1967.
En su adolescencia se interesó por la música folklórica, tomando clases de guitarra con Juan Carlos Saravia.[cita requerida]

### Inicios de su carrera política
Trabajando como dactilógrafo en una compañía aseguradora, comenzó a actuar como sindicalista en el Sindicato del Seguro, del cual rápidamente llegó a ser secretario, y trabó relación con Lorenzo Miguel, dirigente de la Unión Obrera Metalúrgica; con su protección, llegaría al cargo de ministro de Trabajo de la presidenta María Estela Martínez de Perón desde el 15 de julio de 1975 hasta que el golpe de Estado la derrocara el 24 de marzo de 1976.

### Durante el menemismo
Funcionario del gobierno de Carlos Saúl Menem, primero como Ministro del Interior y luego como vicepresidente. Fue el primer vicepresidente constitucional argentino desde Julio Argentino Pascual Roca (1932-1938) en completar el mandato para el cual fue elegido, los demás fueron expulsados de sus cargos por golpes de Estado, renunciaron, asumieron la presidencia o se retiraron antes de tiempo.

### Gobernador de la Provincia de Buenos Aires (1999-2002)
Fue elegido gobernador de la provincia de Buenos Aires con el 48,34%; venciendo a la candidata de la Alianza, la Frepasista Graciela Fernández Meijide.
En materia de seguridad, Ruckauf promovió una política de mano dura contra la delincuencia y el incremento de la cantidad de efectivos policiales. Hacia el final del mandato de su antecesor Eduardo Duhalde se produce una reforma de la policía, impulsada por su ministro de Justicia y Seguridad León Arslanian. Esta reforma implicaba una descentralización de la fuerza, el control civil y la apertura a la sociedad. Ruckauf, que se oponía a la misma desde la campaña electoral, revirtió los cambios de Arslanián al asumir como gobernador. En el orden financiero, la administración de Ruckauf encontró una deuda flotante de setenta mil quinientos millones de pesos, la deuda pública consolidada excedía los cuatro mil cuatrocientos millones de dólares, además la Provincia adeudaba al Instituto de Previsión Social, más de cinco mil millones de pesos.
Durante la etapa de su predecesor la insuficiencia financiera del erario provincial, se sentían con fuerza las consecuencias de muchos años de crecimiento desmesurado de la planta estatal durante el mandato de Armendariz. Una de sus primeras medidas fue un masivo plan de regularización y liquidación de deudas de los contribuyentes. La percepción de los ingresos fiscales aumentó de 3.649 millones de pesos/dólares a $ 5103 millones. El Gobierno además fortaleció el régimen de la coparticipación impositiva de las municipalidades determinado la coparticipación de los municipios en la recaudación del Impuesto Inmobiliario del 3 al 7.55%, más un 3 % para calles y caminos.Para sanear las finanzas del Banco de Provincia, otorgó 346 millones logrando equilibrar sus finanzas y evitar la quiebra del mismo. En 1994 probó una nueva ley de Promoción Industrial para promover la actividad de tambos y aserraderos en el interior bonaerense.
Promovió obras de extensión de agua potable en Bahía Blanca Carmen de Patagones, General Villegas, Pehuajó, Sierras Bayas, Arrecifes, Campana,  Pergamino, Ramallo Tres Arroyos, Olavarría, Bragado, Nueve de Julio, Carlos Casares, Berisso, General Madariaga, etc., que se vieron beneficiadas por importantes obras de salubridad.
Durante el segundo semestre de 2001 puso en circulación en la provincia títulos públicos a modo de moneda denominados Patacón, para paliar la falta de circulante.

#### Gabinete Gubernamental
| Ministerios del Gobierno de Carlos Ruckauf          | Ministerios del Gobierno de Carlos Ruckauf | Ministerios del Gobierno de Carlos Ruckauf |
| Cartera                                             | Titular                                    | Período                                    |
| --------------------------------------------------- | ------------------------------------------ | ------------------------------------------ |
| Ministerio de Gobierno                              |                                            |                                            |
| Ministerio de Economía                              |                                            |                                            |
| Ministerio de Justicia                              |                                            |                                            |
| Ministerio de Seguridad                             |                                            |                                            |
| Ministerio de Trabajo                               |                                            |                                            |
| Ministerio de Salud                                 |                                            |                                            |
| Ministerio de Obras y Servicios Públicos            |                                            |                                            |
| Ministerio de Asuntos Agrarios y Producción         |                                            |                                            |
| Ministerio de Agricultura, Ganaderia y Alimentación |                                            |                                            |
| Ministerio de Desarrollo Humano y Trabajo           |                                            |                                            |
| Dirección General de Cultura y Educación            |                                            |                                            |
| Secretarías del Gobierno de Carlos Ruckauf          |                                            |                                            |
| Secretaría General                                  |                                            |                                            |
| Secretaría de Derechos Humanos                      |                                            |                                            |
| Secretaria para la Modernización del Estado         |                                            |                                            |

### Canciller de Eduardo Duhalde (2002-2003)
Cuando renunció el gobierno de Fernando de la Rúa, Ruckauf dejó la gobernación y fue nombrado ministro de Relaciones Exteriores. La provincia quedó a cargo de su vicegobernador Felipe Solá. En la Cancillería Ruckauf designó como asesores a Jorge Faurie (secretario de Relaciones Exteriores), Martín Redrado (Comercio Exterior) y Esteban Caselli (Culto).Cómo Canciller
Busco un perfil exterior más técnico con funcionarios de carrera y pocos embajadores políticos, al mismo tiempo mantuvo una relación de colaboración con la Comisión de Acuerdos del Senado. Tras su nombramiento expresó "En medio de tanta oscuridad económica no hay que dejar de proponerse grandes ideas, no se puede representar a la Argentina sin la dignidad necesaria".
En agosto de 2002 decidió despedir al vicecanciller Jorge Faurie luego de hacerse público que le había renovado el pasasporte diplomático a su amigo Ramón Hernández (exsecretario de Menem).

### Diputado nacional (2003-2007)
Fue elegido en el año 2003 como diputado nacional por el PJ. La lista incluyó a varios funcionarios de Eduardo Duhalde. 
Recibió un escrache de parte de HIJOS tras sus declaraciones en el marco de los Juicios por la Verdad, a la salida de los tribunales federales de La Plata, en noviembre de 2003. Posteriormente, al tratarse la impugnación del diputado electo Luis Patti, por su papel durante la represión ilegal y sus declaraciones sobre la tortura, se ausentó al momento de la votación.
En 2011 fue tercer candidato a Diputado Nacional por el Frente Popular, que llevó como candidato a presidente a Eduardo Duhalde, no resultando electo.

## Críticas
El diario Página/12 criticó la gestión de Ruckauf como Canciller por ser funcional a Estados Unidos

## Cargos públicos
- 1969 − 1972: Secretario Adjunto del Sindicato del Seguro.
- 1973 – 1975: Juez de Trabajo.
- 1975 – 1976: Ministro de Trabajo.
- 1983: Presidente del Partido Justicialista de la Capital Federal.
- 1987 – 1989: Diputado nacional por la Provincia de Buenos Aires.
- 1989 – 1991: Embajador Extraordinario y Plenipotenciario de la República Argentina en Italia, Malta y FAO.
- 1991 – 1993: Diputado nacional. Presidente de la Comisión de Relaciones Exteriores y Culto de la Cámara de Diputados.
- 1993 – 1995: Ministro del Interior de la Nación. Vicepresidente 1° del Partido Justicialista de Capital Federal.
- 1994: Presidente del Partido Justicialista de Capital Federal.
- 1995 – 1999: Vicepresidente de la Nación Argentina.
- 1999 – 2002: Gobernador de la Provincia de Buenos Aires.
- 2002 – 2003: Ministro de Relaciones Exteriores, Comercio Internacional y Culto de la República Argentina.
- 2003 – 2007: Diputado Nacional por Buenos Aires.

## Controversias
Fue criticado por utilizar su firma en zapatillas que se repartían en zonas carecientes.
La banda de rock, Bersuit Vergarabat le dedicó a Ruckauf la canción, «Se viene», que forma parte de su disco Libertinaje (1998). La misma estuvo inspirada en un episodio desafortunado que se produjo en 1997 entre el político y dos miembros de la banda: Gustavo Cordera y Alberto Verenzuela, cantante y guitarrista respectivamente de Bersuit, quienes se encontraban tocando la guitarra en las calles de la ciudad de Mar del Plata. Ruckauf, que por ese entonces era el vicepresidente de la nación, se encontraba en ese lugar firmando autógrafos.
En ese momento, los dos músicos se pusieron a espaldas del vicepresidente y de forma improvisada, le cantaron los primeros versos de la futura canción: «Se viene el estallido, de mi guitarra, de tu gobierno, también». Este hecho, disgustó a Ruckauf y molesto, ignoró a los dos músicos.